# ヴァフスルーズニルの言葉

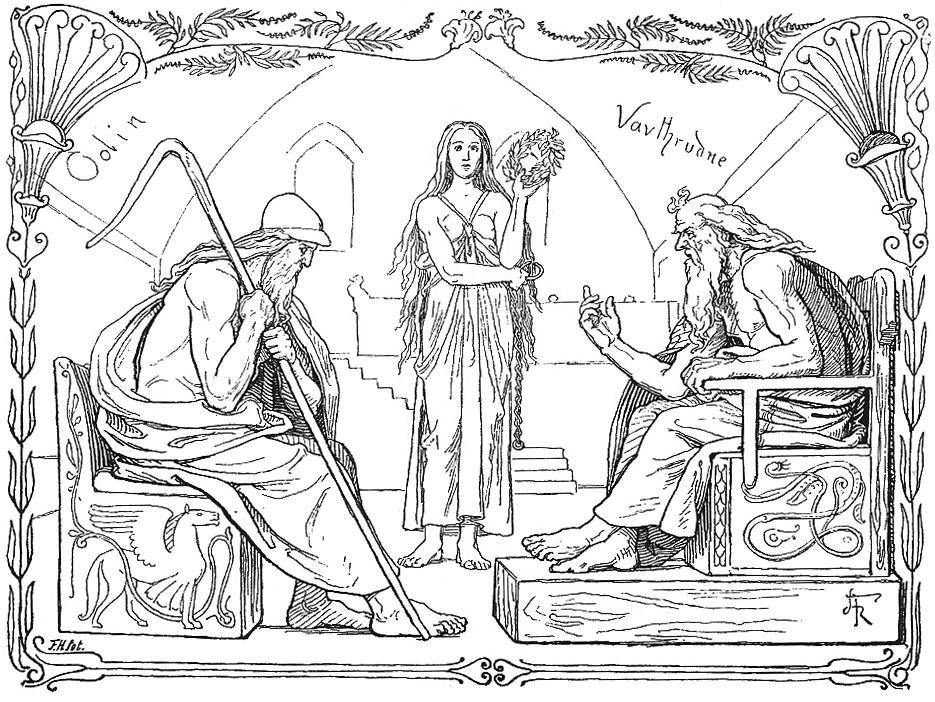
ローランス・フレーリクによる、オージンとヴァススルーズニルの知恵比べによる争い。（1895年）

『ヴァフスルーズニルの言葉』（ヴァフスルーズニルのことば、古ノルド語: Vafþrúðnismál、英語: Vafþrúðnir's sayings）は、北欧神話を伝える『詩のエッダ』の3番目の詩である。『ヴァフズルーズニルの歌』（ヴァフズルーズニルのうた）とも。
『巫女の予言』でも語られる神話の内容に言及した問答形式の詩で、10世紀前半にノルウェーまたはアイスランドで成立したと考えられている。『王の写本』に、また『AM 748 I 4to』には一部分が残されている。詩はアース神族のオージンとフリッグとの間で、そしてその後オージンと巨人ヴァフスルーズニルとの間でなされる対話形式をとって、古代北欧の世界観を詳細に説明している。スノッリ・ストゥルルソンによる『散文のエッダ』の制作において、情報源の文書としてこの詩からの引用が疑いなく大量に使用された。40-41節については保存上の疑問点がある。

## あらすじ

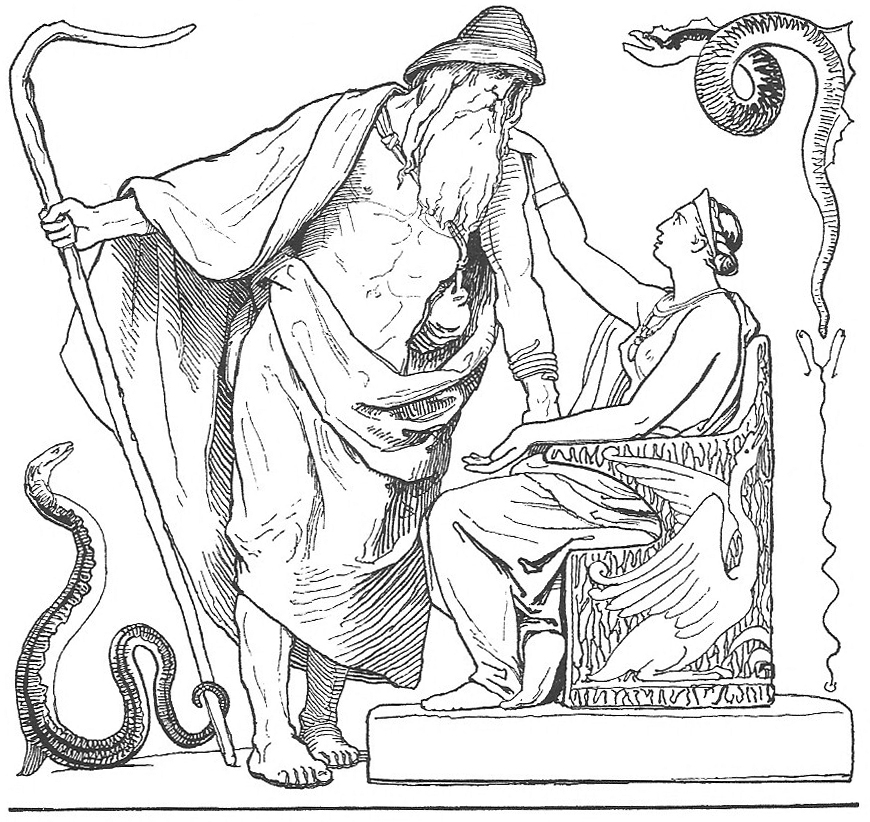
ローレンツ・フローリクによる、ヴァフスルーズニルの元へ行かないように求めているフリッグの描写。（1895年）

物語は、ヴァフスルーズニルの邸宅を訪ねるのが賢明なことかどうかについてオージンがフリッグの助言と指導を得ているところから始まる。オージンのこの行動方針に対し、フリッグは忠告して言った。ヴァフスルーズニルはとても強大な巨人であり、彼女が知っている中で最も強大な者の1人である、と。それでもオージンはヴァフスルーズニルの探求へと進む。
ヴァフスルーズニルの館に到着すると同時に、オージンはヴァフスルーズニルの知識を、知恵比べの昔ながらの手法を用いて得ようとする。ヴァフスルーズニルの回答は、彼の館にこのさすらい人を受け入れ、オージンがより賢いことが証明されるならば生きたままで彼が去ることを許す、というものだった。偽りに長けたオージンはガグンラーズ（古ノルド語: Gagnráðr。「勝利」の意）に成りすまそうとし、そして、旅人に与えられるべきありきたりの歓待を願う。ヴァフスルーズニルは不意打ちを食ったものの、自身でガグンラーズを椅子に招く。それから謎解きの勝負が2人の間で始まる。
第19節においてヴァフスルーズニルは、勝負に首を賭けることを提案したが、第55節ではオージンが勝利したことで自身の運命が定まったことを悟ってこの提案を悔いることとなる。知恵比べの終わりに、バルドルの遺体が葬いのための船の上に置かれる前、オージンがバルドルの耳で何をささやいたかについてオージンが彼に尋ねたとき、それはオージンだけが答を知っている質問であったので、ヴァフスルーズニルはオージンの狡猾さに屈服することを余儀なくされる。質問者が答を知っていた質問がされる可能性がわずかでもあったのは知恵比べのルールである。そして、このことによって、ヴァフスルーズニルは彼の客が誰なのかに気付く。
あなただけがそれを知っている、ずいぶん昔のことを、
あなたが息子の耳元で話したことを。
私があえて話したときに、神々に降りかかるだろう運命を、
私は定めた、私自身の運命を、
そして、私の機知をそれに対して賭けた、オージンの機知に、
いつもすべての中で最も賢いあなたの機知に。
Vafþrúðnismál 55、Auden と Taylor の英訳に基づく訳。

## ヴァフスルーズニルの答えに出た巨人達
アウルゲルミル（Aurgelmir）
「土の叫びの巨人」の意味の名を持ち、ユミルと同一視される。スルーズゲルミルはその息子で、ベルゲルミルは孫息子にあたる。
スルーズゲルミル（Þrúðgelmir）
「力の叫びの巨人」、または「猛烈に吼える者」の意味の名を持つ。アウルゲルミルは父親で、ベルゲルミルは息子にあたる。

ベルゲルミル（Bergelmir）
アウルゲルミル（ユミル）が死に世界が洪水になった時、巨人族はベルゲルミルとその妻だけが生き残ったといわれている。アウルゲルミルは、祖父で、スルーズゲルミルは、父親にあたる。